# Yelizaveta Býkova
Yelizabeta Ivánovna Býkova (Ruso: Елизаве́та Ива́новна Бы́кова) (Bogolyubovo, Imperio ruso; 4 de noviembre de 1913 en -Moscú, Unión Soviética; 8 de marzo de  1989) fue una ajedrecista, ingeniera, columnista y escritora rusa, campeona mundial de ajedrez femenino de 1953 a 1956 y de 1958 a 1962.

## Carrera
En 1938 ganó el campeonato femenino de Moscú y tras la Segunda Guerra Mundial fue tres veces campeona soviética (1946, 1947 y 1950).
Tras vencer en el torneo de candidatas de 1952, desarrollado en Moscú, derrotó en 1953, en Leningrado, a la poseedora del título, Liudmila Rudenko, con siete triunfos, cinco caídas y dos tablas. En 1956 perdió la corona ante Olga Rubtsova, pero la recuperó dos años más tarde, siendo así la primera mujer en obtener el título mundial tras haberlo perdido.
En 1960 defendió con éxito el título contra Kira Zvorykina (+6 -2 =5), pero en 1962 lo perdió finalmente ante la joven georgiana de 21 años Nona Gaprindashvili (+0 -7 =4).
Trabajó como ingeniera en una gran planta de impresión moscovita. También fue escritora y columnista de ajedrez. En 1951 escribió un libro acerca de las ajedrecistas soviéticas.

## Homenajes
- En su memoria se celebra un torneo con su nombre en Vladímir, Rusia, el Memorial Bykova.[2]